# National Express East Anglia
National Express East Anglia est la marque commerciale de l'entreprise London Eastern Railway Ltd. qui remplaça le nom de marque one qui fut utilisé du 1er avril 2004 au 26 février 2008.
London Eastern Railway Ltd. est une filiale du groupe National Express qui exploite les services locaux, suburbains et express au départ de la gare de Liverpool Street dans la Cité de Londres vers les régions de l'East London, de l'Essex et de l'East Anglia. Ce réseau est également connu sous le nom de Greater Anglia.

## Histoire
Le réseau Greater Anglia a été attribué à un seul exploitant dans le cadre d'une politique de réduction du nombre de concessions et du nombre d'exploitants dans les grandes gares terminus en vue d'améliorer l'intégration des services et leur fiabilité.
Le 1er avril 2004, one a pris en charge tous les services précédemment exploités par Anglia Railways et First Great Eastern, ainsi que ceux du réseau West Anglia de WAGN. Cette entreprise est désormais le seul exploitant voyageurs de la plupart des trains de la Great Eastern Main Line.

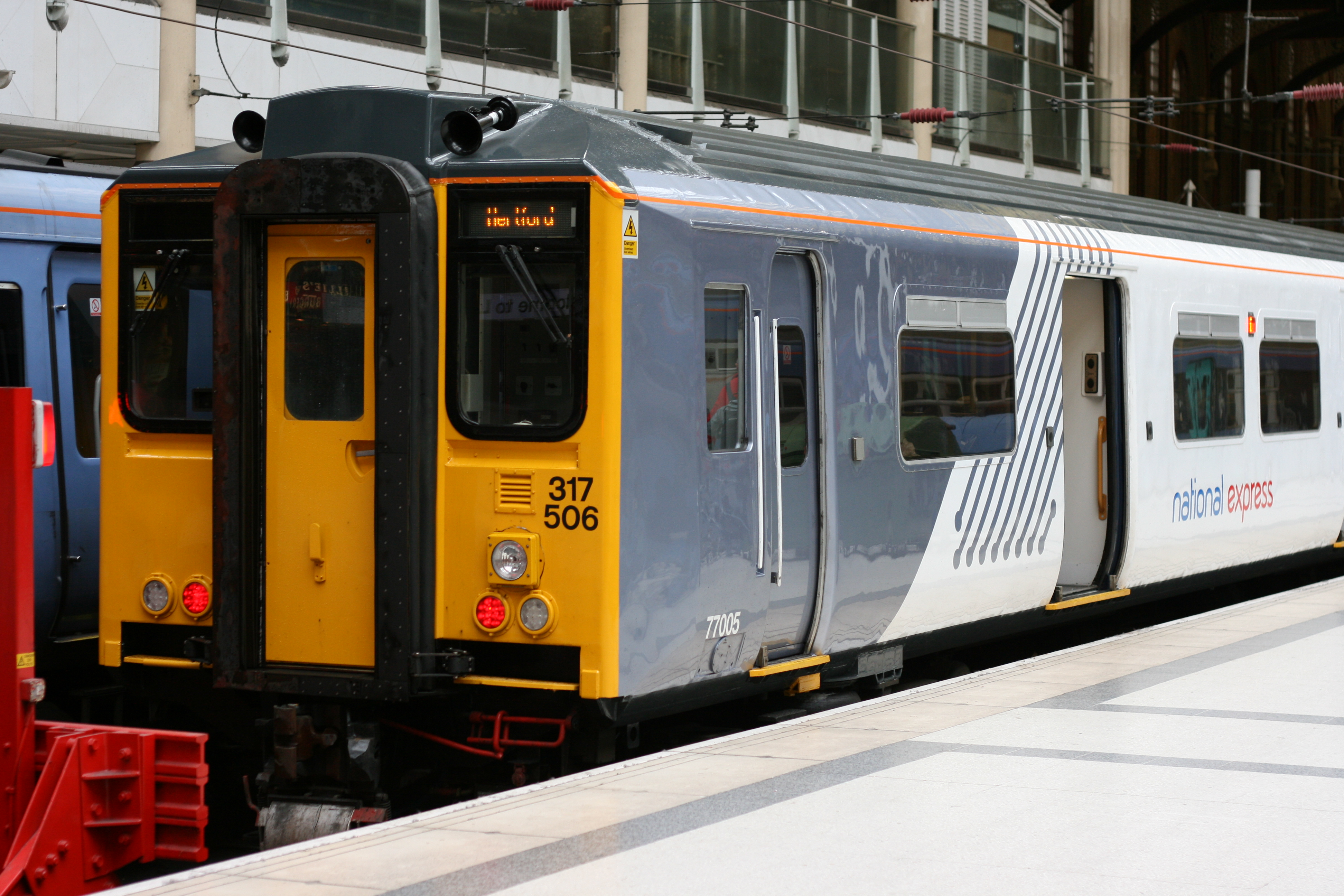
Rame Classe 317/6, no 317655 en livrée National Express à Liverpool Street.

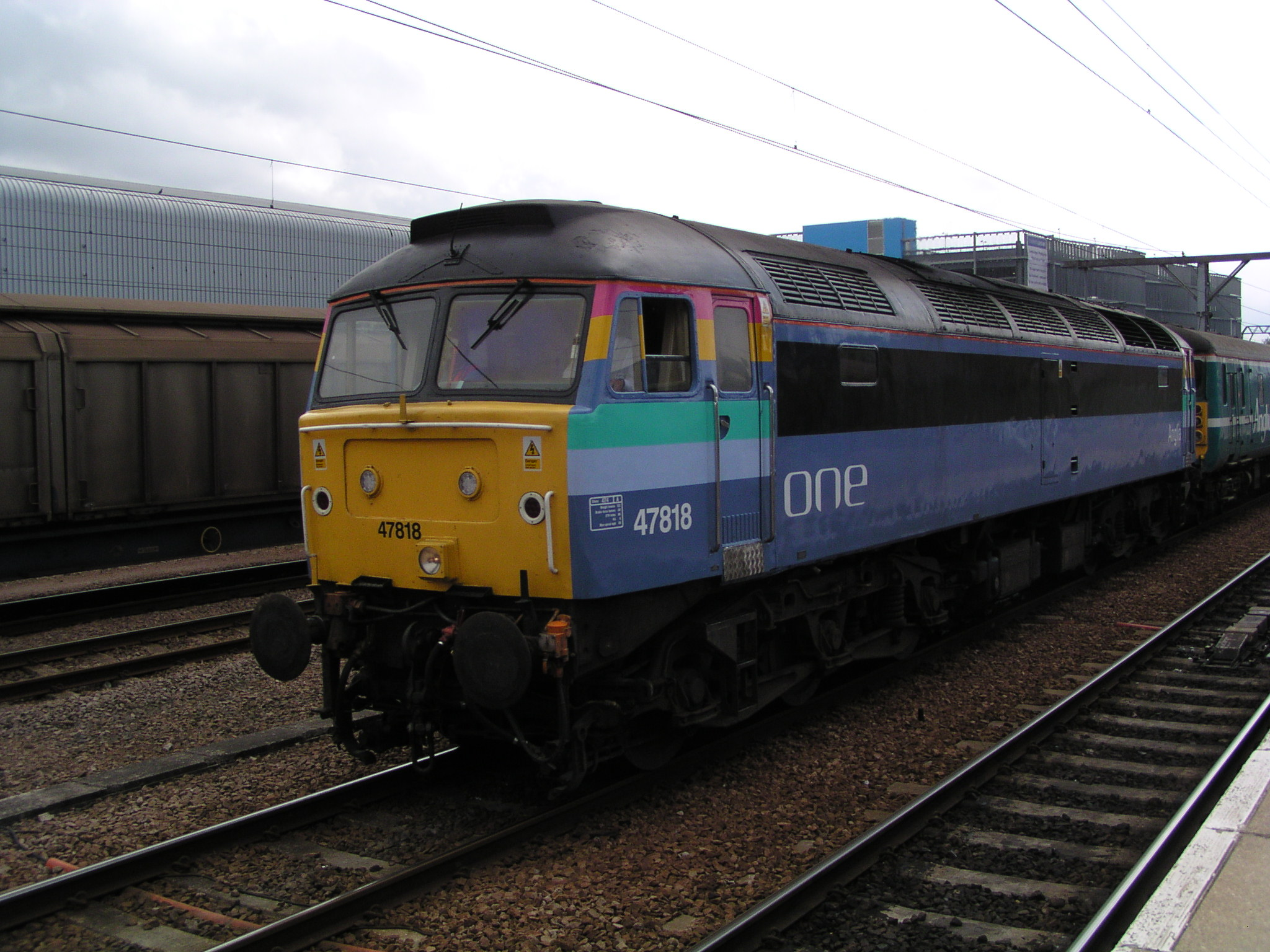
Locomotive Classe 47, no 47818 en gare de Cambridge le 23 août 2004. Cette locomotive est louée par one à Cotswold Rail.

## Services
Malgré le choix de la marque one destiné à souligner la réunion et l'intégration de services relevant précédemment de quatre organisations différentes, l'entreprise a temporairement conservé le nom des anciens réseaux afin de faciliter la transition de noms très connus vers la nouvelle appellation :
- one Anglia — services rapides vers Colchester, Ipswich et Norwich et locaux dans le Suffolk et le Norfolk. Les lignes concernées sont les suivantes :
  - Bittern Line (Norwich – Cromer – Sheringham)
  - Breckland Line (Norwich - Ely (continuant vers Cambridge))
  - East Suffolk Line (Ipswich – Lowestoft)
  - Ely to Peterborough Line (Ely – Peterborough)
  - Felixstowe Branch Line (Ipswich – Felixstowe)
  - Ipswich to Ely Line (Ipswich – Bury St. Edmunds, continuant vers Ely / Newmarket – Cambridge)
  - Wherry Lines (Norwich – Great Yarmouth / Lowestoft)
- one Great Eastern — services de grande ligne vers Chelmsford, Colchester, Ipswich et Clacton.
  - Mainline 'metro' service vers Shenfield (en)
  - Upminster Branch Line (Romford – Upminster)
  - Shenfield to Southend Line (Shenfield – Southend-on-Sea Southend Victoria)
  - Crouch Valley Line (Shenfield – Wickford – Southminster)
  - Braintree Branch Line (Witham – Braintree)
  - Sudbury Branch Line (Marks Tey – Sudbury)
  - Colchester to Clacton Line (Colchester – Clacton ou Walton-on-the-Naze)
  - Mayflower Line (Manningtree – Harwich)
- one West Anglia — services vers Cambridge, Enfield, Hertford East et Chingford et services locaux de la gare de Liverpool Street vers l'aéroport de Londres Stansted. Un nouveau service de Stratford à l'aéroport de Stansted devait débuter en décembre 2005.
  - West Anglia Main Line (Londres – Harlow – Cambridge / aéroport de Londres StanstedStansted)
  - Lea Valley Lines (Londres – Seven Sisters / Tottenham Hale / Chingford / Enfield)
- one Stansted Express — services express de la gare de Liverpool Street vers l'aéroport de Londres Stansted.

Toutefois, ces sous-marques ont été largement abandonnées pour éviter toute confusion et tous les services sont désormais marqués simplement one, à l'exception du Stansted Express.

## Matériel roulant
L'entreprise utilise un parc comprenant des rames diesel Classe 153, Classe 156 et Classe 170 pour les lignes locales, des rames électriques Classe 315, Classe 317, Classe 321 et Classe 360 pour les lignes principales de banlieue ainsi que des locomotives Classe 90 pour les services rapides, renforcées par quelques locomotives Classe 47 louées en association avec Cotswold Rail.